# Radóné Hirsch Nelly

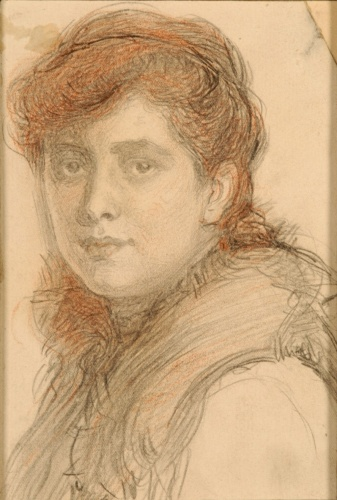
Radóné Hirsch Nelly (önarckép)

Radóné Hirsch Nelly, Hirsch Kornélia, névváltozat: Anna (Pest, 1871. május 22. – Bécs, 1915. július 30.) magyar illusztrátor, festőművész és grafikus.

## Életpályája
Édesapja az 1912-ben nemességet nyert örményesi Hirsch Lipót, a Franklin-társulat nyomdaigazgatója, édesanyja Schwarz Róza. Szülei elsőszülött gyermekeként jött a világra. Férje Radó Sámuel publicista volt, akivel 1890. május 11-én kötött házasságot Budapesten.
Székely Bertalan tanítványaként kapcsolódott be korának képzőművészeti életébe, a Műcsarnokban rendezett kiállításokon kezdte publikálni alkotásait. Nevét a sajtó számára készített képei tették ismertté. Munkája során az arcképek festése mellett számos közéleti személyiséget is megörökített. Munkái közül sok jelent meg a Vasárnapi Ujság lapjain. Illusztrálta Kemény Zsigmond Rajongók, Berczik Árpád Himfy dalai című műveit, valamint Gyulai Pál költeményeit. Nevéhez fűződik az 1896-os millenniumi ünnepségek külföldi újságírók számára kiküldött meghívólevelének illusztrálása.
Legutolsó művei a jótékonyságot szolgálták: két képét a háborúban megvakult katonák javára adományozta, egy harmadik műve, a Vörös Kereszt apoteózisa, a Hadi jótékonysági kiállításon került bemutatásra.
A Kozma utcai izraelita temetőben nyugszik.